# ژرمی استراویوس
ژرمی استراویوس (به فرانسوی: Jérémy Stravius) (زادهٔ ۱۴ ژوئیهٔ ۱۹۸۸) شناگر اهل فرانسه است.